# バーミリオン郡 (インディアナ州)
バーミリオン郡（英: Vermillion County）は、アメリカ合衆国インディアナ州の西部、イリノイ州との州境とウォバッシュ川の間に位置する郡である。公式には1824年に設立され、州内50番目の郡となった。2010年国勢調査での人口は16,212人であり、2000年の16,788人から3.4％減少した。人口密度は65人/平方マイル (25人/km2) である。郡庁所在地はニューポート町（人口515人）であり、同郡で人口最大の都市はクリントン市（人口4,893人）である。
バーミリオン郡はテレホート大都市圏に属している。
郡内には7つの法人化された都市と町があり、その総人口は約9,900人になる。また幾つかの未編入の町も有る。郡内は5つの郡区に分割され、それぞれが地方レベルのサービスを行っている。州間高速道路が1本、アメリカ国道が2本、インディアナ州道が5本郡内を通っており、鉄道の幹線も1本通っている。

## 歴史
バーミリオン郡となった地域に最初の開拓者が入ってきたのは1816年のことであり、インディアナ州が設立されたのと同年だった。まず1818年にビーゴ郡が設立され、その中に後のパーク郡とバーミリオン郡となった領域が含まれていた。1821年、次にパーク郡が設立され、続いて1824年1月2日にインディアナ州議会がパーク郡の中からバーミリオン郡を設立した。この法は2月1日に有効となった。同年後半に郡庁所在地がニューポートに設立され、現在まで続いている。
バーミリオン郡は南に流れるバーミリオン川から郡名が付けられた。この名前はフランス風に綴りの"l"の字が2つ入っており、隣接するイリノイ州のヴァーミリオン郡は英語風に"l"の字が1つであるのと対照的である。同名の郡が隣の州にあり、それと隣接しているという例は国内でも数少ないものである。どちらもバーミリオン川から郡名が付けられたことでは同じである。

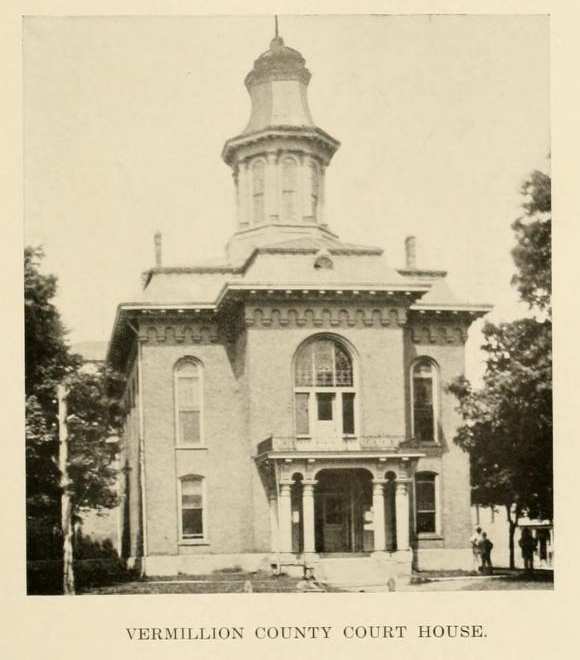
古い郡庁舎、1868年から1923年まで使われた

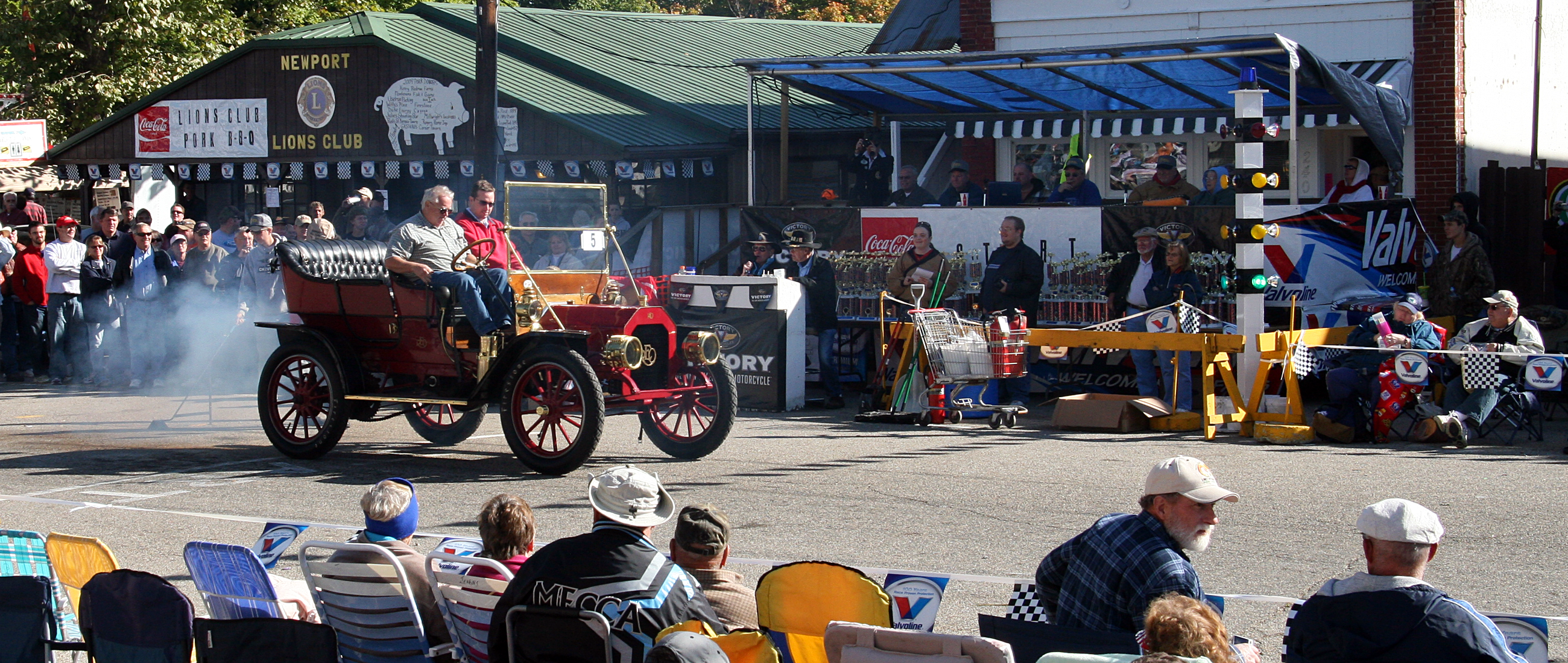
ニューポート・ヒル・クライムのスタートライン

初代郡庁舎は木枠組み構造の建物だった。建設契約は1824年6月に345ドルで発注され、11月には完成した。二代目は1831年に建設されたレンガ造りの建物であり、火事で焼失した1844年1月29日まで使われていた。これは修復されて1868年まで使われることになり、その年に三代目の庁舎が3万ドルを掛けて建設された。これに1903年には28,000ドルを掛けて西ウィングが増設された。この建物は1923年5月27日早朝に雷に撃たれ、その後の火事で大きな損傷を受けた。同年に四代目の郡庁舎の建設が始まった。建築家はハルバート・フィリンジャーとジョン・ベアードだった。建設費は358,707ドル、建設はコロンバスのジャスパー・グッドが行い、1925年6月11日に落成した。
1909年にニューポート・ヒル・クライムが初めて開催された。この行事はその後何度か中断されることがあったが、ニューポートのライオンズクラブがアンティークカー・ヒル・クライムを運営し、1960年以降は毎年数百台の車を集めている。

## 地理

バーミリオン郡図

バーミリオン郡はその東西の幅が10マイル (16 km) に足らないが、南北の長さは37マイル (60 km) ある。北は長さ6.5マイル (10.5 km) の郡境でウォーレン郡と接している。東の郡境はウォバッシュ川であり、川向こうには北からファウンテン郡とパーク郡が並んでいる。バーミリオン郡はウォバッシュ川の右岸に全てがある郡としては、州内最南である。南にはビーゴ郡があり、その領域からパーク郡とバーミリオン郡が分離した。西側郡境はイリノイ州との州境である。北西にイリノイ州のヴァーミリオン郡があり、その郡庁所在地であるダンビル市はバーミリオン郡北側郡境の西に位置している。南西にはエドガー郡があり、その郡庁所在地であるパリスル市はバーミリオン郡南側郡境の西に位置している。州都インディアナポリス市は東約65マイル (105 km) にある。
アメリカ合衆国国勢調査局に拠れば、郡域全面積は259.93平方マイル (673.2 km2)であり、このうち陸地256.88平方マイル (665.3 km2)、水域は3.05平方マイル (7.9 km2)で水域率は1.17％である。郡名の元になったバーミリオン川は西のイリノイ州から郡内に入って横切り、カユガの近くでウォバッシュ川に合流している。郡内の土地の約23％、37,865エーカー (15.323 km2) は森林である。通常はカエデとブナ、またオークとヒッコリーの落葉樹林である。

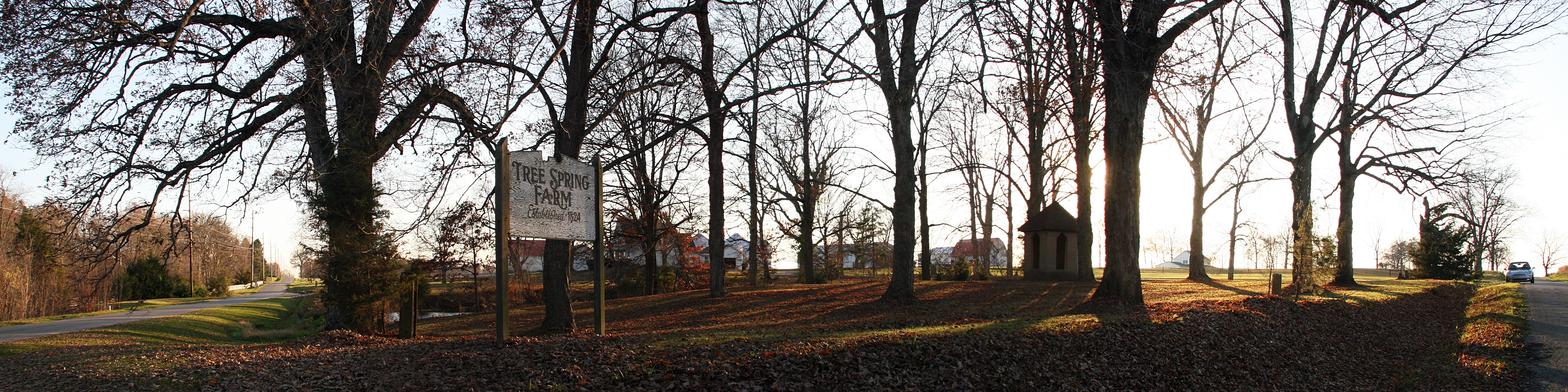
郡北部の春の森

### 交通

#### 主要高規格道路
州間高速道路74号線は郡北部を東西に通っている。 アメリカ国道136号線も同様に東西方向であり、さらに1.5マイル (2.4 km) 北にある。 アメリカ国道36号線は郡南部を通っており、ロックビルから郡内ダナの南を抜けて、イリノイ州のクリスマンに入っている。
 インディアナ州道32号線は州境からペリーズビルを抜け、東のクロウフォーズビルに向かう。 インディアナ州道63号線は郡を南北に抜け、南のテレホートに向かう。 インディアナ州道71号線はニューポートに近い州道63号線から始まり、南のダナとボノを抜けてブランフォードで終わる。そこから インディアナ州道163号線が東に向かい、クリントンを抜けてウォバッシュ川の東岸でアメリカ国道41号線に合流する。 インディアナ州道234号線は州境からカユガを通り、東のファウンテン郡のキングマンに向かう。

#### 鉄道
CSXトランスポーテーションがイリノイ州ダンビルからテレホートに向かう路線を運行している。この線はバーミリオン郡の南北のほぼ全長を通り、途中ライルジーバーグ、カユガ、クリントンを通り、ウォバッシュ川を渡る。別のCSXトランスポーテーションの線がイリノイ州ディケーターから郡内に入り、ヒルズデール近くで南北の路線に接続している。郡の北端をバーミリオン・バレー鉄道が通り、コビントン西のフレックスNゲイト工場からダンビルまで運行されている。全長は6マイル (10 km) である。

#### 空港
クリントン市にクリントン空港という小さな飛行場がある。インディアナポリス国際空港は約65マイル(105 km) 東にある。

## 気候と気象
バーミリオン郡はインディアナ州の大半と同様湿潤大陸性気候にある。ケッペンの気候区分は"Dfa"であり、冬は寒く、乾季が無く、夏は暑い.。
近年、郡庁所在地であるニューポート町の平均気温は1月の15°F (-9 ℃) から7月の85°F (29 ℃) まで変化している。過去最低気温は1994年に記録された-26°F (-32 ℃) であり、過去最高気温は1988年に記録された105°F (41 ℃) である。月間降水量は2月の1.80インチ (46 mm) から6月の4.53インチ (115 mm) まで変化している。

## 経済
バーミリオン郡の経済は7,924人の労働力に支えられているが、2010年12月の失業率は12.5％だった。雇用数のうち政府関連が13％になっている。製造業が12.4％、建設業が10％、農業関連が8.5％となっている。

## 教育と医療
公共教育は2つの主体が分担している。北バーミリオン・コミュニティ学校法人が北バーミリオン中・高校と北バーミリオン小学校を管轄しており、両校はカユガの北、州道63号線沿いにある。南バーミリオン・コミュニティ学校法人が、クリントン市にある南バーミリオン高校、南バーミリオン中学校と3つの小学校を管轄し、またヒルズデールにあるパーク・バーミリオン教育訓練インターローカルも管理している。
郡内にはカレッジや大学が無いが、近隣にはある。南のビーゴ郡テレホート市にあるインディアナ州立大学は公立4年制カレッジであり、ニューポートからは南に約30マイル (48 km) である。テレホート市にはやや小さな私立カレッジであるローズ・ハルマン工科大学があり、工学、数学および科学の教育に特化している。アイビー・テック・コミュニティカレッジ・オブ・イナディアナは州内全域に23のキャンパスがあり、最も近いものがテレホート市にある。
バーミリオン郡公共図書館はカユガ、ニューポート、ダナに支所を置いている。1909年、クリントン市にカーネギー図書館が建設され、1947年と1953年に拡張された。1990年代初期に新しい建物が必要と決められ、1994年に完成した。
テレホート市にあるユニオン病院がクリントン市でも病院を運営している。

## 郡政府
郡政府は憲法による政体であり、インディアナ州憲法とインディアナ州法典によって特別の権力を認められている。

### 郡政委員会
郡政委員会は郡政府の立法府であり、郡の歳出や歳入を管理している。委員は郡内の選挙区から選出され、任期は4年間である。給与、年間予算、特別支出を設定する責任がある。郡レベルで所得税や資産税、消費税、サービス税を課する限定付き権限があるが、所得税と資産税は州の承認を要する。

### 行政委員会
行政委員会は郡政府の行政府である。委員は郡全体を選挙区に選出され、任期は4年間で2年毎に半数が改選される。委員の一人、通常は最も経験のある者が議長になる。行政委員会は郡政委員会が決めた法を実行し、税金を集め、郡政府の日々の機能を管理する責任がある。

### 郡裁判所
バーミリオン郡巡回裁判所が一般的司法権の裁判所として機能している。民事、重犯罪と幾らかの軽犯罪、法令違反を審問している。クリントン市には市裁判所があり、軽犯罪と法令違反を審問できる。

### 郡政府役人
上記以外に、保安官、検視官、監査官、財務官、登記官、測量士および巡回裁判所事務官が選挙で選ばれている。任期は4年間であり、郡政府の異なる部門を監督している。郡政府に選ばれる役人は支持政党を公にすることが求められ、また郡の住人でなければならない。
各郡区には消防と救急サービスを管理し、生活保護と墓地の管理などを行う委託者がいる。これを3人の委員からなる郡区委員会が補助する。委託者と郡区委員は4年間任期で選出される。
バーミリオン郡はアメリカ合衆国下院議員インディアナ州第8選挙区に属している。インディアナ州議会上院では第38選挙区に属しており、下院では第42選挙区に属している。

## 人口動態
以下は2000年の国勢調査による人口統計データである。
| 基礎データ - 人口: 16,788人 - 世帯数: 6,762 世帯 - 家族数: 4,713 家族 - 人口密度: 25人/km2（65人/mi2） - 住居数: 7,405軒 - 住居密度: 11軒/km2（29軒/mi2） 人種別人口構成 - 白人: 98.39% - アフリカン・アメリカン: 0.26% - ネイティブ・アメリカン: 0.24% - アジア人: 0.12% - 太平洋諸島系: 0.02% - その他の人種: 0.16% - 混血: 0.80% - ヒスパニック・ラテン系: 0.64% 先祖による構成 - アメリカ人：22.7％ - ドイツ系：16.5％ - イギリス系：13.2％ - イタリア系：11.0％ - アイルランド系：9.5％ | 年齢別人口構成 - 18歳未満: 23.8% - 18-24歳: 8.1% - 25-44歳: 27.5% - 45-64歳: 24.9% - 65歳以上: 15.8% - 年齢の中央値: 39歳 - 性比（女性100人あたり男性の人口） - 総人口: 95.0 - 18歳以上: 92.0 世帯と家族（対世帯数） - 18歳未満の子供がいる: 30.8% - 結婚・同居している夫婦: 57.3% - 未婚・離婚・死別女性が世帯主: 9.0% - 非家族世帯: 30.3% - 単身世帯: 26.6% - 65歳以上の老人1人暮らし: 12.9% - 平均構成人数 - 世帯: 2.44人 - 家族: 2.94人 収入と家計 - 収入の中央値 - 世帯: 34,837米ドル - 家族: 41,809米ドル - 性別 - 男性: 32,279米ドル - 女性: 22,647米ドル - 人口1人あたり収入: 18,579米ドル - 貧困線以下 - 対人口: 9.5% - 対家族数: 6.3% - 18歳未満: 10.4% - 65歳以上: 12.6% |

## 郡区
1824年3月23日の郡政委員会会合で（郡設立と同年）、4つの郡区が設立された。すなわちクリントン、ヘルト、ハイランド、バーミリオンの各郡区である。後にハイランドとバーミリオン各郡区の一部を合わせてユージーン郡区が作られ、またハイランド郡区の北端はウォーレン郡に編入された。

## 都市と町
郡内には7つの法人化された都市と町がある。カユガ町はバーミリオン川とウォバッシュ川の合流点に近く、州道63号線に沿い、州道234号線との交差点西にある。クリントン市は人口約4,900人で郡内最大かつ唯一の都市である。郡南部のウォバッシュ川に沿い、州道63号線との間にある。州道163号線が市内を通り、川の東岸でアメリカ国道63号線と出会う。フェアビュー町はクリントンの直ぐ北にある。州道63号線が町の北端を通っている。ダナ町が最小の町であり、アメリカ国道36号線と州道71号線の交差点北にある。ニューポート町は州道63号線の東にあり、カユガからは数マイル南である、やはりウォバッシュ川に沿っている。州道32号線に沿い、州道63号線との交差点から東にある。ユニバーサル町は郡の最南部にある。州道63号線の西である最後のペリーズビル町は郡北部にある。

### 未編入の町
上記の町に加えて多くの未編入町がある。ヘルト郡区には他の郡区より多くの町があり、アルタ、ボノ、ハイランド、ヒルズデール、ジョーンズタウン、セントバーニス、サミットグローブの7つである。クリントン郡区にはブランフォード、センテナリー、クロンダイク、シンディケートの4つが有る。ハイランド郡区はフラットアイアン、ジェシー、ライリーズバーグ、スリースプリングの4つの町がある。カユガ町のあるユージーン郡区にはユージーン1つである。

### 廃村
少なくとも3つの町は以前に存在していたが、現在は廃止されている。すなわち、クエーカー、ランドール、トロントである。

## 著名な出身者

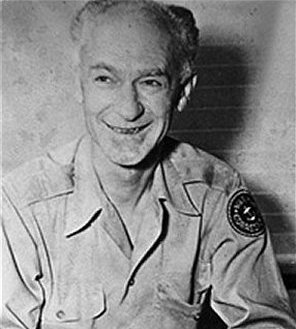
アーニー・パイル

アーニー・パイルは1900年にダナに近い農園で生まれた。第一次世界大戦の末期には3ヶ月間アメリカ海軍予備役となった。戦後インディアナ州立大学で学んだが、新聞社の仕事に就くために卒業前に中退した。数年間「ワシントン・デイリー・ニューズ」の編集管理者を務め、後には国内初の航空論説員になった。1935年フリーの特派員を始め、アメリカ合衆国が第二次世界大戦に参戦した時には戦争特派員になった。戦中に行った業績でピューリッツァー賞を受賞した。1945年に硫黄島で死亡した。

## 原註
1. ↑  A $345 capital expense in 1824 would be roughly equivalent to $229,000 in 2009.[12]
2. ↑  A $30,000 capital expense in 1868 would be roughly equivalent to $6,410,000 in 2009.[12]
3. ↑  A $28,000 capital expense in 1903 would be roughly equivalent to $4,000,000 in 2009.[12]
4. ↑  A $350,000 capital expense in 1925 would be roughly equivalent to $21,000,000 in 2009.[12]